# マルセル・シュヴァリエ
マルセル・シュヴァリエ（Marcel Chevalier, 1921年2月28日 - 2008年10月8日）は、フランスの最後の死刑執行人（ムッシュ・ド・パリ）である。

## 生涯
1921年2月28日にフランスのモンルージュで生まれた。
1958年から死刑執行人アンドレ・オブレヒトの助手を務めた。1976年にオブレヒトが健康上の理由で執行人を辞任したため、助手5人のうち1人だったシュヴァリエが跡を継ぐ形で執行人となった。
フランソワ・ミッテラン政権のロベール・バダンテール司法大臣のもとで死刑制度が廃止される1981年まで死刑執行人の公務を務めた。フランスでは1791年以来1981年の死刑廃止に至るまで、ギロチンを使用して死刑を執行していた。
オブレヒトの助手として38人の死刑執行にたずさわり、1976年に執行人に就任してからは2人の死刑執行を行った。1977年9月10日に行われた死刑が、フランス最後の死刑執行となった。
- 1977年6月23日執行：ジェローム・カラン（英語版）
- 1977年9月10日執行：ハミダ・ジャンドゥビ

死刑執行人の公職が廃止されると引退し、印刷業者として働いた。
オブレヒトの姪である妻との間には子供を2人儲けており、長男のエリック・オブレヒトは長年にわたって父の助手を務めていた。死刑制度が廃止されたのは定年を迎える直前であり、もしも死刑廃止が数年伸びていれば、エリックが死刑執行人を継承するはずだった。
何度もマスコミから取材を受けたが、大半のメディアがギロチン処刑人という部分だけを強調して報道するため、マスコミに幻滅して取材を受けなくなった。